# غسان أبو لبن
غسان أبو لبن ناقد وتشكيلي أردني ولد في مدينة بيت لحم عام 1964 ،وتخرج عام 1987 من جامعة اليرموك وعمل كمحاضر متفرّغ في الجامعة الأردنية
 وبعد حرب 1967 استقرت عائلته في عمان.

## النشأة والتعليم
درس المرحلة الابتدائية في جبل التاج ، وأتيحت له الفرصة لمشاهدة مستنسخات عن اللوحات الكلاسيكية، وفي المرحلة الإعدادية كلف غسان أبو لبن ، بإعداد وإخراج ورسم وتلوين مجلة الحائط.
درس في كلية الفنون الجميلة بجامعة اليرموك، وبعد تخرجه عام 1987 ، أقام أبو لبن معرضه الأول في رابطة الفنانين التشكيليين الأردنيين

## معارض
في العام 1994 طرح أبو لبن في معرض الصور الشخصية الذي أقامه في جاليري الفينيق .